# Pietro Pollini
Pietro Pollini (* 28. Dezember 1828 in Mendrisio; † 2. April 1889 ebenda) war ein Schweizer Rechtsanwalt, Politiker, Staatsanwalt, Tessiner Grossrat und Staatsrat der (Freisinnig-Demokratische Partei (FDP)).

## Leben
Pietro Pollini war Sohn des Grundbesitzers Giovanni Battista und seiner Frau Caterina geborene Torriani. Er studierte Rechtswissenschaft an der Universität Turin wo Doktor promovierte. Er war Rechtsanwalt und Notar von 1853 bis 1889 und Staatsanwalt von 1855 bis 1871. Während des Prozesses um die Stabio-Schiesserei 1876 zeichnete er sich durch eine markige Rede zur Verteidigung der Liberalen und gegen die politische Instrumentalisierung des Prozesses aus (1880). Als Liberale war Mitglied des Staatsrats von 1873 bis 1876 (Präsident von 1875 bis 1876), der nach dem Wahlerfolg der konservativen Partei 1877 nicht wiedergewählt wurde.
Im Militärdienst war er 1872 Hauptmann Quartiermeister. Von 1877 bis 1889 war er Abgeordneter des Tessiner Grossrats. Er war Vizepräsident und Mitglied des Verwaltungsrats der Società demopedeutica. Er war auch Verwalter des Kindergartens und des Kantonsspitals in Mendrisio. Er veröffentlichte eine Monographie über die Gründung einer Lehrerseminar im Kanton Tessin (1870).